# Isle of Man TT 1970
Isle of Man TT 1970 je bila četrta dirka motociklističnega prvenstva v sezoni 1970. Potekala je na dirkališču Isle of Man.

## Razred 500 cm³
| Poz | Dirkač            | Št | Država              | Moštvo    | Hitrost    | Čas       | Točke |
| --- | ----------------- | -- | ------------------- | --------- | ---------- | --------- | ----- |
| 1   | Giacomo Agostini  |    | Italija             | MV Agusta | 101.52 mph | 2:13.47.6 | 8     |
| 2   | Peter Williams    |    | Združeno kraljestvo | Matchless | 97.76 mph  | 2:18.57.0 | 6     |
| 3   | W.A. 'Bill' Smith |    | Združeno kraljestvo | Kawasaki  | 96.26 mph  | 2:21.07.6 | 4     |
| 4   | Jack Findlay      |    | Avstralija          | Seeley    | 95.99 mph  | 2:21.31.4 | 3     |
| 5   | John Williams     |    | Združeno kraljestvo | Matchless | 94.19 mph  | 2:24.13.6 | 2     |
| 6   | Tony Jefferies    |    | Združeno kraljestvo | Matchless | 93.80 mph  | 2:24.49.2 | 1     |

## Razred 350 cm³
| Poz | Dirkač           | Št | Država              | Moštvo    | Hitrost    | Čas       | Točke |
| --- | ---------------- | -- | ------------------- | --------- | ---------- | --------- | ----- |
| 1   | Giacomo Agostini |    | Italija             | MV Agusta | 101.77 mph | 2:13.28.6 | 8     |
| 2   | Alan Barnett     |    | Združeno kraljestvo | Aermacchi | 94.16 mph  | 2:18.23.8 | 6     |
| 3   | Paul A.Smart     |    | Združeno kraljestvo | Yamaha    | 93.93 mph  | 2:20.08.8 | 4     |
| 4   | Malcolm Uphill   |    | Združeno kraljestvo | Yamaha    | 95.55 mph  | 2:22.10.0 | 3     |
| 5   | Tony Rutter      |    | Združeno kraljestvo | Yamaha    | 94.60 mph  | 2:23.36.0 | 2     |
| 6   | Peter Berwick    |    | Združeno kraljestvo | Aermacchi | 93.32 mph  | 2:25.34.2 | 1     |

## Razred 250 cm³
| Poz | Dirkač          | Št | Država                        | Moštvo | Hitrost   | Čas       | Točke |
| --- | --------------- | -- | ----------------------------- | ------ | --------- | --------- | ----- |
| 1   | Kel Carruthers  |    | Avstralija                    | Yamaha | 96.13 mph | 2:21.19.2 | 8     |
| 2   | Rod Gould       |    | Združeno kraljestvo           | Yamaha | 93.75 mph | 2:24.54.0 | 6     |
| 3   | Gunter Bartusch |    | Nemška demokratična republika | MZ     | 93.75 mph | 2:26.58.0 | 4     |
| 4   | Chas Mortimer   |    | Združeno kraljestvo           | Yamaha | 91.95 mph | 2:27.44.2 | 3     |
| 5   | Peter Berwick   |    | Združeno kraljestvo           | Suzuki | 91.93 mph | 2:27.46.0 | 2     |
| 6   | Alex George     |    | Združeno kraljestvo           | Yamaha | 91.42 mph | 2:28.35.8 | 1     |

## Razred 125 cm³
| Poz | Dirkač          | Št | Država                        | Moštvo  | Hitrost   | Čas       | Točke |
| --- | --------------- | -- | ----------------------------- | ------- | --------- | --------- | ----- |
| 1   | Dieter Braun    |    | Zahodna Nemčija               | Suzuki  | 89.27 mph | 1:16.05.0 | 8     |
| 2   | Borje Jansson   |    | Švedska                       | Maico   | 86.56 mph | 1:18.24.4 | 6     |
| 3   | Gunter Bartusch |    | Nemška demokratična republika | MZ      | 85.93 mph | 1:19.02.8 | 4     |
| 4   | Steve Murray    |    | Združeno kraljestvo           | Honda   | 84.65 mph | 1:20.14.6 | 3     |
| 5   | Fred Launchbury |    | Združeno kraljestvo           | Bultaco | 84.25 mph | 1:20.37.8 | 2     |
| 6   | J.Curry         |    | Združeno kraljestvo           | Honda   | 83.99 mph | 1:20.52.0 | 1     |